# Mørdrupskolen
Mørdrupskolen er en skole i Espergærde. Skolen har navn efter landsbyen Mørdrup og ligger på jorder, der matrikulært hører under denne. Skolen blev bygget i 1963/1964. Den officielle indvielse skete i 1968. Skolen er tegnet af arkitekterne Peer Bruun og Per Christiansen.

## Udseende
Skolen er opført af gule mursten og med sort tag, Hovedbygningen har nærmest form som et L og suppleres af en Gymnastiksal, der ligger for sig selv. Bygningen bærer præg af, at den oprindeligt blev opført med tre indbyrdes forbundne skolegårde til forskellige alderstrin: i den korte fløj lå de yngste klasser med egen skolegård, i vinkelenden af den lange fløj lå de mellemste klasser med egen skolegård og i yderenden af den lange fløj lå de ældste klasser. Lærerrum mm blev lagt på 2 sal lige ved aulaen, oprindeligt beregnet på fællesmøder og morgensang, hvilken således kom til at udgøre skolens tyngdepunkt.
Klasselokalerne er placerede på begge sider af lange gange. De fik alle en relativt ensartet udformning med døren placeret i katederenden af lokalet, hvor der ligeledes var en stor tavle. I den bageste ende var en vask. Den langside, der lå modsat døren, fik store vinduer, der tillod lyset at komme ind.
Faglokalerne kom til forskellige steder i skolen. Således lå husgernings-, træ- og sløjdlokalerne i tilknytning til aulaen, faglokaler for håndgerning, fysik, biologi, geografi, historie og formning blev lagt ved den lange gang, mens musiklokalet lå i yderenden af den lange fløj. Oprindelig blev børnebiblioteket for Espergærde placeret i lokaler på skolen, men senere fik byen et nyt bibliotek.
Espergærde Ungdomsskole har tilhørssted i kælderlokaler, der oprindelig fungerede som cykelkælder.
Skolen var planlagt til at skulle modtage de fleste børn i de nye bydele, som blev bygget i 1960-erne i Espergærde, men det viste sig ret hurtigt, at skolen var underdimensioneret, og en del elever blev henvist til Tibberupskolen (opført i 1970), ligesom der i perioder måtte tages midlertidige undervisningslokaler i brug. Der går nu omkring 520 elever på Mørdrupskolen.
Skolen har en SFO.

## Beliggenhed
Skolen ligger på hjørnet af Rugmarken og Nørremarken. På skolens sydside ligger store grønne områder med tilhørende stisystem, der giver adgang fra de store etageboligområder ved henholdsvis Søndermarken og Hovvej.
Skolen har en relativ central beliggenhed i den nordvestlige del af Espergærde by.
Da skolen også skulle betjene landdistrikterne og de mindre byer vest for Espergærde, blev indført en skolebusordning.